# Borowiecius ademptus
Borowiecius ademptus är en skalbaggsart som först beskrevs av Sharp 1886.  Borowiecius ademptus ingår i släktet Borowiecius och familjen bladbaggar. Inga underarter finns listade i Catalogue of Life.